# Інститут дослідження вугілля імені Макса Планка
Інститу́т дослі́дження вугі́лля і́мені Ма́кса Пла́нка (нім. Max-Planck-Institut für Kohlenforschung, MPI) знаходиться в місті Мюльгайм-на-Рурі, земля Північний Рейн-Вестфалія, Німеччина. Дослідження зосереджено на розробці селективних каталізаторів. Цей інститут є некомерційним, незалежним правоздатним приватним (громадським) закладом, на відміну від інших інститутів імені Макса Планка, які не є законодавчо незалежними підрозділами Товариства імені Макса Планка. Метою закладу є наукове, суспільно корисне дослідження вугілля, яке здійснюється через фундаментальні дослідження в галузі природничих наук. Серед членів правління інституту знаходиться обер-бургомістр, міністерство науки та досліджень землі Північний Рейн-Вестфалія та три інших представника призначених Товариством імені Макса Планка та Studiengesellschaft Kohle mbH. Члени правління призначають раду директорів, що складається із голови та двох замісників.

## Історія

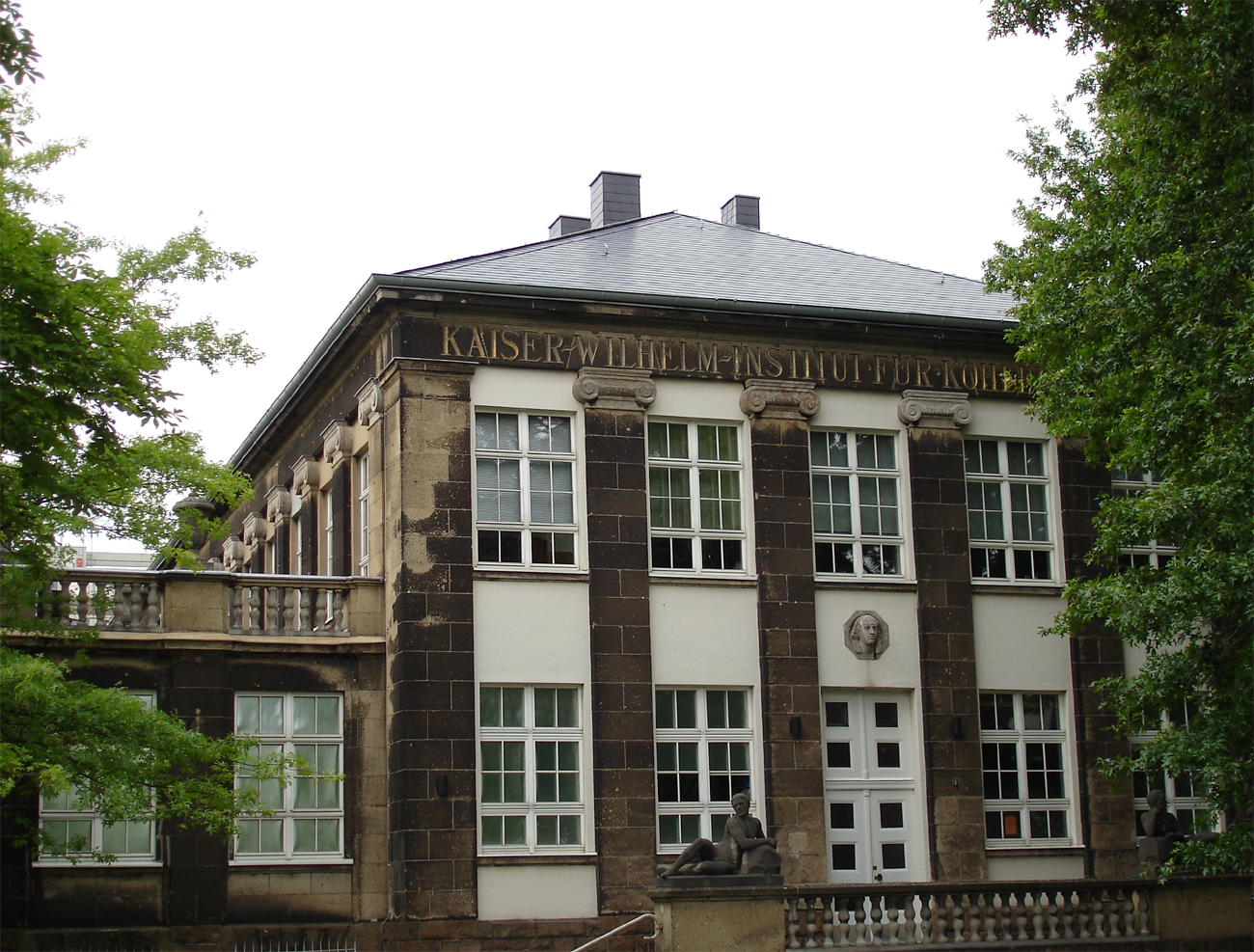
Стара будівля інституту: на ній можна розібрати напис «Інститут дослідження вугілля імені Кайзера Вільгельма» (Kaiser-Wilhelm-Institut für Kohlenforschung)

Інститут було засновано 1912 року під назвою Інститут дослідження вугілля імені Кайзера Вільгельма рішенням Товариства кайзера Вільгельма, представниками промисловості Північного Рейн-Вестфалії та міста Мюльгайма-на-Рурі. Під цією назвою інститут проіснував до свого перейменування в Інститут дослідження вугілля імені Макса Планка у 1949 році. Першим директором інституту було призначено Франца Фішера у 1913 році, а урочисте відкриття інституту відбулося 1914 року. Найбільш інтенсивно дослідження саме вугілля проводилося на початку існування інституту. За цей період Францом Фішером та його співробітниками було розроблено важливий на той час для Німеччини процес Фішера — Тропша (запатентовано у 1925 році), який дозволяє перетворення твердого вугілля у рідке паливо (бензин чи дизель).
У 1943 році директором інституту став інший всесвітньо відомий хімік: Карл Ціглер. З його приходом дослідження вугілля почало втрачати свого значення, а натомість дослідження в галузі металоорганічної хімії стали набирати головного значення. Ці дослідження призвели до багатьох відкриттів, один із яких розробка каталізаторів Ціглера — Натта для полімеризації етилену в поліетилен за низького тиску та отримання поліпропілену. За розробки у галузі полімеризації Карла Ціглера було згодом нагороджено Нобелівською премією з хімії 1963 року разом із Джуліо Натта. Інститут віднесений рішенням товариства німецьких хіміків до історичних місць хімії на визнання важливості діяльності Карла Ціглера (на старій будівлі інституту також встановлена бронзова меморіальна дошка із відповідним написом).
На даний час у інституті працює понад 300 співробітників. Головна діяльність спрямована на розробку високоселективних, ресурсозберігаючих хімічних процесів.

## Відділення
Інститут дослідження вугілля імені Макса Планка складається з п'яти відділень, кожен з яких має свого директора (наукового члена Товариства імені Макса Планка):
- Органічний синтез під керівництвом Манфреда Т. Рітца (почесний професор у відставці).
- Гомогенний каталіз під керівництвом Бен'яміна Ліста.
- Гетерогенний каталіз під керівництвом Ферді Шюта.
- Металоорганічна хімія під керівництвом Алоіса Фюрстнера.
- Теоретична хімія під керівництвом Вальтера Тіля.

Директором-розпорядником інституту призначено Вальтера Тіля, а адміністративним директором — Германа Толє.